# Пароциркониевая реакция
Пароцирко́ниевая реа́кция — экзотермическая химическая реакция между цирконием и водяным паром, которая идёт при высоких температурах. В частности, реакция может происходить в активной зоне ядерного реактора с водяным теплоносителем и/или замедлителем при её перегреве в условиях контакта циркониевых конструкционных элементов с водой.
Сплавы циркония являются наиболее распространённым конструкционным материалом тепловыделяющих сборок, в виде которых используется ядерное топливо в реакторах. В случае тяжёлой аварии с нарушением отвода теплоты топливо может разогреться до больших температур за счёт остаточного тепловыделения остановленного реактора. В активной зоне даже некипящих реакторов при этом образуется пар, который по достижении 861 °C вступает в реакцию с цирконием. В результате образуется водород в количестве около 0,491 литра на грамм прореагировавшего циркония и выделяется большое количество тепла — 6530 кДж/кг.

## Ход реакции
Реакция протекает в соответствии с уравнением:
{\displaystyle {\mathsf {Zr+2H_{2}O\rightarrow ZrO_{2}+2H_{2}}}}
При этом выделяется значительное количество теплоты: 6530 кДж/кг.
Реакция начинается примерно при 861 °C, а при 1200 °C начинает развиваться очень быстро, так как выделяющаяся теплота дополнительно разогревает цирконий, и становится самоподдерживающейся.
Для расчёта пароциркониевой реакции используется интегральная форма уравнения Бейкера — Джаста
 (стр. 37):
{\displaystyle W^{2}=3,33\cdot 10^{7}\cdot t\cdot \exp(-45500/RT),} [мг/см2]²,
где:
{\displaystyle W=M/S} — отношение массы циркония, вступившего в реакцию, [мг] к площади поверхности реакции [см2];
{\displaystyle t} — время, c;
{\displaystyle T} — температура поверхности реакции, К;
{\displaystyle R=1,987} кал/(моль·К) — универсальная газовая постоянная.
Скорость реакции существенно зависит от температуры, количества подводимого к реагирующей поверхности пара и времени реакции. Причём в реальных условиях количество подводимого пара значительно ниже, чем расчётное, так как подвод пара к поверхности затруднён. В реакции участвуют лишь близкие к поверхности слои пара, при этом образующийся в результате реакции водород препятствует подводу пара к поверхности. На поверхности образуется плёнка ZrO2, которая также тормозит реакцию.

## Следствия
Помимо выделения водорода и тепла, реакция сопровождается потерей прочности оболочек твэлов и уменьшением их первоначальной толщины за счёт окисления циркония. Примерно за 10—12 минут после начала самоподдерживающейся пароциркониевой реакции оболочка твэла окисляется на толщину 0,10—0,15 мм с разогревом до температуры её плавления.
При экспериментах уже на ранней стадии наблюдалась серьёзная деформация твэлов, при небольшом превышении температуры плавления циркония в каналах теплоносителя образуются пробки (блокады).
Даже при сравнительно небольшой скорости протекания реакции, количество выделяющегося в её результате тепла сравнимо с остаточным тепловыделением остановленного реактора. Таким образом, усиление нагрева топлива в результате реакции очень существенно.
В результате вступления в реакцию большой части циркония может образовываться количество водорода, исчисляемое тысячами кубометров. Это чрезвычайно опасно, как с точки зрения взрыво- и пожароопасности, так и с точки зрения образования в контуре реакторной установки газовых пузырей, препятствующих циркуляции теплоносителя, что может усугубить аварию из-за прекращения отведения тепла от топлива.

## Аварийные системы и аварии
Возникновение пароциркониевой реакции возможно лишь при перегреве активной зоны, это является общим вопросом безопасности реакторов. В случае же возникновения такой тяжёлой аварийной ситуации, существуют системы безопасности.
Основным средством недопущения образования в контуре реакторной установки газовых пузырей являются системы аварийного паро- газоудаления. На ТМI-2 такая система отсутствовала, поэтому скопившиеся в различных частях оборудования и в самом реакторе неконденсирующиеся газы, в основном водород, воспрепятствовали возникновению в контуре естественной циркуляции после вынужденного выключения главных циркуляционных насосов, в результате чего авария переросла в крайне тяжёлую.
Другой важной системой безопасности, пассивной, является гермооболочка. У водо-водяных реакторов она очень большого размера, десятки тысяч м³, поэтому достичь взрывоопасной концентрации, при сбросе водорода из реактора и другого оборудования, в ней крайне затруднительно. Во время аварии на ТМI-2, например, несмотря на треть окислившегося топлива, в гермооболочке наблюдались лишь локальные возгорания водорода, которые не привели к серьёзным последствиям. В кипящих реакторах размер гермооболочки существенно меньше. Это объясняется тем, что проблема основной аварии, на которую рассчитываются гермооболочки — авария с потерей теплоносителя — решается в гермооболочках кипящих реакторов по-другому, с помощью объёмного бака-барботера, куда сбрасывается пар в случае аварии. В ранних конструкциях контейнментов (Mark 1, Mark 2) кипящих реакторов для решения проблемы скопления водорода сухая шахта реактора заполняется инертным газом (например, чистым азотом), в более поздних, начиная с Mark 3 — оснащается системой дожигания водорода. При аварии на АЭС Фукусима пострадали энергоблоки с контейнментом типа Mark 1. Скопление водорода во вторичной гермооболочке привело к взрыву в ней на энергоблоках 1 и 3. На энергоблоке 2 взрыв произошёл в районе бака-барботера. На энергоблоке 4 взрыв водорода произошёл в районе бассейна выдержки топлива.
Известным нововведением, предназначенным для решения проблемы скопления водорода при тяжёлых авариях, являются каталитические рекомбинаторы водорода (пассивная система безопасности). Их можно устанавливать и на уже работающих блоках (на множестве по всему миру они уже установлены), в обязательный набор элементов они входят в новых проектах. Рекомбинаторы — небольшие устройства, которые во множестве устанавливаются по всему гермообъёму и обеспечивают снижение концентрации водорода при авариях с его выделением. Рекомбинаторы не требуют источников энергии и команд на включение — при достижении небольшой концентрации водорода (0,5—1,0 %) процесс его поглощения рекомбинаторами начинается самопроизвольно.